# 알버트 브륄스
알버트 브륄스(독일어: Albert Brülls; 1937년 3월 26일, 노르트라인-베스트팔렌 주 안라트 ~ 2004년 3월 28일, 노르트라인-베스트팔렌 주 노이스)는 독일의 전 축구 선수로, 서독 국가대표팀에서 1962년, 1966년 월드컵 본선 경기를 포함하여 총 25번의 경기에 출전했다.
국내 무대에서, 그는 1955년부터 1962년까지 묀헨글라트바흐에서 활약했고, 주장도 역임했다. 이 시기, 묀헨글라트바흐는 1960년에 처음으로 이정표를 세웠는데, 묀헨글라트바흐는 1960년에 경쟁 구단 쾰른을 3-1로 꺾고 DFB-포칼을 우승했다. 그는 이후 서독 선수로는 최초로 해외 무대에 진출했는데, 당시 100,000 DM에 이탈리아의 모데나로 이적했다.